# Stay in Love
Stay in Love é o quarto álbum solo de Minnie Riperton, se caracterizou pelo hit "Young Willing & Able" e uma colaboração de Stevie Wonder na canção  "Stick Together".

## Faixas
1. "Young Willing and Able" (Riperton, Rudolph, Henderson) – 3:44
2. "Could It Be I'm in Love" (Riperton, Rudolph) – 4:17
3. "Oh Darlin'...Life Goes On" (Riperton, Rudolph, Freddie Perren) – 3:50
4. "Can You Feel What I'm Saying?" (Riperton, Rudolph, Leon Ware) – 4:17
5. "Gettin' Ready for Your Love" (Riperton, Rudolph) – 3:38
6. "Stick Together" (Minnie Riperton, Richard Rudolph, Stevie Wonder) – 6:18
7. "Wouldn't Matter Where You Are" (Riperton, Rudolph, Marlo Henderson) – 4:00
8. "How Could I Love You More" (Riperton, Rudolph) – 4:05
9. "Stay in Love" (Riperton, Rudolph) – 3:16